# Huis ter Heide (Utrecht)
Pour les articles homonymes, voir Huis ter Heide.
Huis ter Heide est un village situé dans la commune néerlandaise de Zeist, dans la province d'Utrecht. Le 1er janvier 2006, le village comptait 1 425 habitants.